# Lambrecht (voornaam)
De Germaanse jongensvoornaam Lambrecht of Lambert bevat lam, afgeleid van land en brecht of bert, afgeleid van beracht hetgeen schitterend betekent. De naam betekent vrij vertaald beroemd in zijn land.

## Vormen
De Latijnse mannelijke vorm is Lambertus, de vrouwelijke is Lamberta. Tot na de Middeleeuwen was Lambrecht meer gebruikelijk dan het Franse Lambert. Andere varianten zijn Lammert en Lamme. De familienamen Lambrechts in Vlaanderen en Lambert in Wallonië komen veel voor.

## Naamdragers
Lambertus, Sint Lambert, de heilige Lambrecht of Landebertus, was een 7e-eeuwse bisschop van Maastricht.